# Іновце

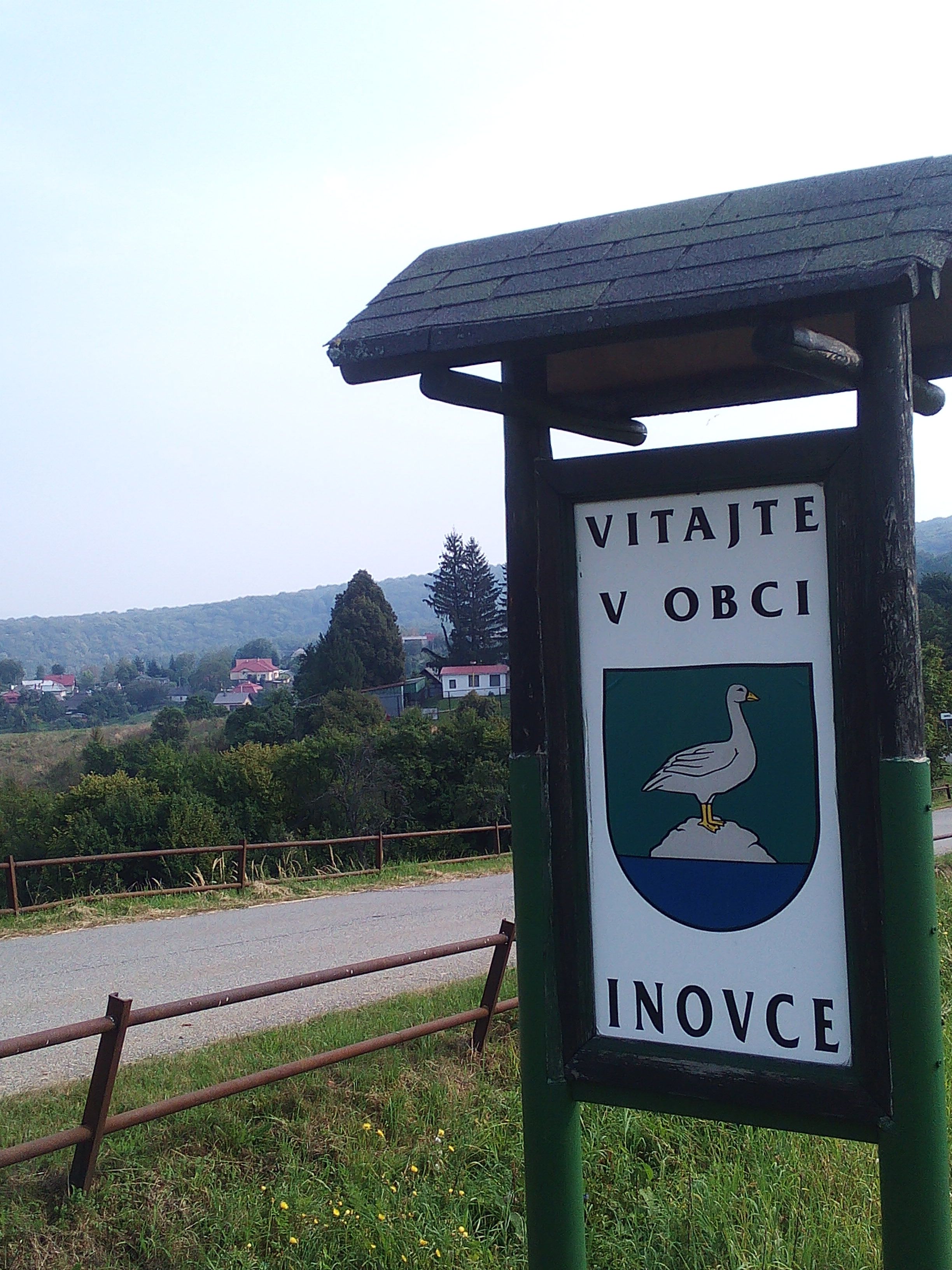

Іновець·Іновце (словац. Inovce) — село, громада в окрузі Собранці, Кошицький край, східна Словаччина. Розташоване біля кордону з Україною. Кадастрова площа громади — 10,59 км².

## Назва
Назва села походить від слов'янського слова іней, яким позначалась чудова краса глибоких пралісів на цьому місці.

## Географія
Село розташоване в північній частині гірського хребта Попрічний (словац. Popriečny) в долині Іновского потока (словац. Inovský potok, притоки р. Стежна) біля кордону з Україною на південно-східних схилах гори Голіца (984 м н.р.м., 48°48′26″ пн. ш. 22°23′06″ сх. д.).
Висота над рівнем моря: середня — 495 м.

## Історія
Перша згадка 1555-го року як Inoc. 1715-го року в селі було 14 господарств, 1787-го — 27 будинків з 163 мешканцями. В документі 1808 року зазначається як Inowec, 1920-го — Inovec, угорською — Inóc, Éralja.
Протягом 1939—1944 років було окуповане угорськими військами.

## Населення
| Рік:            | 1993 | 2003     | 2013    | 2023    |
| --------------- | ---- | -------- | ------- | ------- |
| Кількість осіб: | 277  | 233      | 216     | 189     |
| Різниця:        |      | -15,88 % | -7,29 % | -12,5 % |

| Рік:            | 2022 | 2023    |
| --------------- | ---- | ------- |
| Кількість осіб: | 190  | 189     |
| Різниця:        |      | -0,52 % |

У селі проживає 205 осіб.

## Інфраструктура
У селі є бібліотека, відділ поліції, пожежна бригада, магазин харчових продуктів, стадіон.

## Пам'ятки
У селі є дерев'яна греко-католицька церква святого Архангела Михаїла з 1836 року в стилі пізнього бароко— національна культурна пам'ятка та православна церква святого пророка Іллі з 1996 року.

## Відомі люди
- Міхал Біґаніч (1958) — Генеральний консул Словацької Республіки в Ужгороді (Україна) (2002—2005). Мер міста Стара Любовня (з 2010).